# Adam Sarota
Adam Tomek Sarota (Gordonvale, Australia, 28 de diciembre de 1988) es un futbolista australiano que se desempeña como mediocampista.

## Selección nacional
Ha sido internacional con la Selección de fútbol de Australia, donde hasta ahora ha jugado 3 partidos internacionales.
El 13 de mayo de 2014 el entrenador de la selección australiana Ange Postecoglou incluyó a Sarota en la lista provisional de 30 jugadores convocados para la Copa Mundial de Fútbol de 2014.

## Clubes
| Club              | País         | Año         |
| ----------------- | ------------ | ----------- |
| Colonia           | Alemania     | 2006 - 2007 |
| Brisbane Roar     | Australia    | 2008        |
| Brisbane Strikers | Australia    | 2008        |
| Brisbane Roar     | Australia    | 2009 - 2010 |
| FC Utrecht        | Países Bajos | 2010 - 2016 |